# Jeff Derreck Clarke
Jeff Derreck Clarke (Hemsworth, 18 gennaio 1954) è un ex calciatore inglese, di ruolo difensore.

## Carriera
Ha giocato in massima serie con le maglie di Manchester City, Sunderland e Newcastle United.

## Palmarès

### Club

#### Competizioni nazionali
- Campionato inglese di seconda divisione: 1

Sunderland: 1975-1976